# 김도윤 (축구 선수)
김도윤(1996년 8월 17일 ~ )은 대한민국의 축구 선수로, 포지션은 풀백이다.

## 클럽 경력
김도윤은 고등학교 졸업 후, 독일 무대에 도전하였으며, 프랑크푸르트 근교 지역을 연고로 하는 SpVgg 05 오버라드에 입단하게 되었다. 하지만 독일 생활은 길지 않았고 2017시즌을 앞두고 한국에 돌아왔다.
2017시즌을 앞두고 K3리그의 부산 FC에 입단했다.
K리그2 2019 시즌을 앞두고 서울 이랜드 FC와 계약을 맺었다.